# Експресо Бонго
„Експресо Бонго“ (на английски: Expresso Bongo) е британска музикална драма от 1959 година с участието на Лорънс Харви и Клиф Ричард.

## Сюжет
Изпеченият мошеник Джони Джаксън (Лорънс Харви) непрекъснато се оглежда за нови таланти, които да експлоатира, докато се опитва да въдвори ред в забързания си живот със своята приятелка, стриптизьорката Мейси (Силвия Саймс). От своя страна Мейси търси по-добър живот за себе си и се пробва като певица.
Джаксън открива млад и талантлив певец, Бърт Ръдж (Клиф Ричард), който работи в един магазин за кафе-еспресо и го изпраща по трънливия път на славата. Бърт променя името си на Бонго Хърбърт и скоро се сдобива с внушителен договор, а и завързва романтична връзка със застаряващата американска естрадна звезда Дикси (Йоланда Донлан).
Скоро след това, Бонго осъзнава, че договора му с Джони не е толкова изгоден за него, колкото си е мислел и въпреки че цялата тежест пада на неговите плещи, Джони прибира по-голямата част от хонорара. С помощта на Дикси, Бонго успява да прекрати договора си с Джони.

## В ролите
- Лорънс Харви като Джони Джаксън
- Силвия Саймс като Мейси Кинг
- Йоланда Донлан като Дикси Колинс
- Клиф Ричард като Бърт Ръдж / Бонго Хърбърт
- Мейер Целникер като Майер
- Амброзин Филпотс като Лейди Роузмари
- Ерик Полман като Леон
- Гилбърт Хардинг като Гилбърт Хардинг
- Хърмаяни Бадли като Пенелъпи
- Реджиналд Бекуит като преподобния Тобиас Крейвън[1]

## Номинации
- Номинация за БАФТА за най-добър британски актьор на Лорънс Харви от 1960 година.
- Номинация за БАФТА за най-добър британски сценарий на Улф Манковиц от 1960 година.[2]